# Guerras napoleónicas
Las guerras napoleónicas, también llamadas guerras de la Coalición, fueron una serie de conflictos bélicos que tuvieron lugar entre el Primer imperio francés, bajo el mando del emperador Napoleón I Bonaparte (1804–1815) y una serie fluctuante de coaliciones europeas. Fueron en parte una extensión de los conflictos que estallaron a causa de la Revolución francesa (1789-1799) y de las Guerras revolucionarias francesas (1792-1802) (la Guerra de la Primera Coalición (1792-1797) y la Guerra de la Segunda Coalición (1798-1802), y continuaron, a instigación y gracias al financiamiento del Reino Unido de Gran Bretaña e Irlanda, durante todo el Primer Imperio francés. Estas guerras produjeron un periodo de dominación francesa de la Europa Continental. 
No existe consenso sobre el momento exacto en que comenzaron estas guerras. Hay quienes consideran que empezaron cuando Napoleón alcanzó el poder en Francia, en noviembre de 1799. Sin embargo, otras versiones sitúan el periodo bélico entre 1799 y 1802 en el contexto de las guerras revolucionarias francesas y consideran la ruptura de la paz y declaración de guerra del Reino Unido a Francia en 1803, que siguió al breve periodo de paz del Tratado de Amiens en 1802 como el punto inicial de las llamadas guerras napoleónicas. 
Tras convertirse en el primer cónsul de Francia en 1799, gracias al golpe de Estado del 18 de brumario, Napoleón asumió el control de la políticamente caótica Primera República francesa. Organizó entonces un Estado francés financieramente estable, con una fuerte burocracia y un ejército profesional. Poco después estalló la guerra: Gran Bretaña declaró la guerra a Francia el 18 de mayo de 1803, poniendo fin a la Paz de Amiens y formando una coalición compuesta por ella misma, Suecia, Rusia, Nápoles y Sicilia. Frank McLynn sostiene que Gran Bretaña entró en guerra en 1803 por una «mezcla de motivos económicos y neurosis nacional: una ansiedad irracional sobre los motivos e intenciones de Napoleón». La flota británica al mando del almirante Nelson aplastó decisivamente a la armada conjunta franco-española en la batalla de Trafalgar en octubre de 1805. Esta victoria aseguró el control británico de los mares e impidió una planeada invasión de Gran Bretaña. En diciembre de 1805, Napoleón derrota al ejército aliado ruso-austriaco en Austerlitz, poniendo fin a la Tercera Coalición y obligando a Austria a firmar la paz. Preocupada por el aumento del poder francés, Prusia lideró la creación de la Cuarta Coalición con Rusia, Sajonia y Suecia, que reanudó la guerra en octubre de 1806. Napoleón no tardó en derrotar a los prusianos en Jena y a los rusos en Friedland, instaurando una paz tensa en el continente. El tratado no logró poner fin a la tensión, y la guerra estalló de nuevo en 1809, con la mal preparada Quinta Coalición, liderada por Austria. Al principio, los austriacos obtuvieron una sorprendente victoria en Aspern-Essling, pero fueron rápidamente derrotados en Wagram.
Con la esperanza de aislar y debilitar económicamente a Gran Bretaña a través de su Sistema Continental, Napoleón lanzó una invasión de Portugal, el único aliado británico que quedaba en la Europa continental. Tras ocupar Lisboa en noviembre de 1807, y con el grueso de las tropas francesas presentes en España, Napoleón aprovechó la oportunidad para volverse contra de su antiguo aliado, deponer a la familia real española reinante y declarar a su hermano rey de España en 1808 con el nombre de José I. Los españoles y portugueses se rebelaron con el apoyo británico y expulsaron a los franceses de la península ibérica en 1814 tras seis años de lucha.
Al mismo tiempo, Rusia, poco dispuesta a soportar las consecuencias económicas de la reducción del comercio, violaba sistemáticamente el bloqueo continental, lo que llevó a Napoleón a lanzar una invasión masiva de Rusia en 1812. La campaña resultante acabó en desastre para Francia y en la casi destrucción de la Grande Armée de Napoleón.
Alentados por esta derrota, Austria, Prusia, Suecia y Rusia formaron la Sexta Coalición e iniciaron una nueva campaña contra Francia, derrotando decisivamente a Napoleón en Leipzig en octubre de 1813 tras varios enfrentamientos no concluyentes. Los aliados invadieron Francia por el este, mientras la Guerra Peninsular se extendía al suroeste del país. Las tropas de la Coalición tomaron París a finales de marzo de 1814 y obligaron a Napoleón a abdicar en abril. Fue exiliado a la isla de Elba y los Borbones fueron restaurados en el poder. Sin embargo, Napoleón escapó en febrero de 1815 y reasumió el control de Francia durante unos cien días. Los aliados formaron la Séptima Coalición, le derrotaron en Waterloo en junio de 1815 y lo exiliaron a la isla de Santa Elena, donde murió seis años después.
Las guerras napoleónicas finalizaron el 20 de noviembre de 1815 tras la derrota final de Napoleón en la batalla de Waterloo y el Segundo Tratado de París de 1815. En conjunto, el casi continuado período de guerras comprendido entre el 20 de abril de 1792 y el 20 de noviembre de 1815 es llamado con frecuencia La Gran Guerra Francesa (anterior a la Primera Guerra Mundial, llamada simplemente La Gran Guerra).
El Congreso de Viena redibujó las fronteras de Europa y trajo un periodo de relativa paz. Las guerras tuvieron profundas consecuencias en la historia mundial, como la difusión del nacionalismo y el liberalismo, el ascenso de Gran Bretaña como primera potencia naval y económica del mundo, la aparición de movimientos independentistas en América Latina y el posterior declive de los Imperios español y portugués, la reorganización fundamental de los territorios alemanes e italianos en Estados más grandes y la introducción de métodos radicalmente nuevos para llevar a cabo la guerra, así como del derecho civil. Tras el final de las guerras napoleónicas, se produjo un periodo de relativa paz en la Europa continental, que duró hasta la Guerra de Crimea de 1853.

## La Primera y la Segunda Coalición
La Primera Coalición (1792-1797) de Austria, Prusia, el Reino Unido de la Gran Bretaña, España y el Piamonte (Italia) contra Francia fue el primer intento para acabar con el republicanismo. La coalición fue derrotada por los franceses debido a una movilización general, levas en masa, reformas en el ejército y una guerra absoluta. En 1795, Francia se anexionó los Países Bajos austriacos (actual Bélgica) y Renania. Sigue la conquista de las Provincias Unidas de los Países Bajos (a las que había declarado la guerra en 1793) y su transformación en la República Bátava (Tratado de La Haya, 19 de enero de 1795). Prusia firmó la Paz de Basilea y dejó la coalición. España, tras unas victorias iniciales en la invasión del Rosellón en 1793 (guerra del Rosellón), vio cómo las tropas francesas invadían Cataluña, País Vasco y Navarra. Ante esta amenaza, también firmó separadamente en 1795 la Paz de Basilea. Las campañas italianas de Napoleón en 1796 y 1797 hicieron que el Piamonte abandonara asimismo la Coalición. Piamonte fue uno de los miembros originales de la Coalición y había significado un peligro persistente para Francia en el frente italiano durante cuatro años, en la época en la que Napoleón asumió el mando del ejército francés en Italia. A Bonaparte le llevó un mes vencer a Piamonte y hacer retroceder a sus aliados austríacos. Las fuerzas de los Estados Papales se rindieron a los franceses en Fuerte Urbano, forzando al papa Pío VI a firmar un tratado de paz provisional, Tratado de Tolentino (1797), y las sucesivas contraofensivas austriacas en Italia fueron infructuosas, conduciendo a la entrada de Bonaparte en el Friul. La guerra terminó al forzar Bonaparte a los austríacos a aceptar sus propias condiciones en el Tratado de Campo Formio. El Reino Unido quedó entonces como la única potencia aún en guerra con Francia.
La Segunda Coalición (1798-1801), formada por el Imperio ruso, Reino Unido, Imperio austríaco, Imperio otomano, Reino de Portugal, Reino de Nápoles y los Estados Papales contra Francia, fue al principio más efectiva que la primera. El gobierno corrupto y dividido del Imperio de Francia, bajo el Directorio, se encontraba en plena agitación, y la República estaba en bancarrota (ciertamente, cuando en 1799 Napoleón tomó el poder, encontró solo 60 000 francos en el Tesoro Nacional). La participación rusa supuso un cambio decisivo sobre la guerra de la Primera Coalición. Las fuerzas rusas en Italia estaban mandadas por el notoriamente despiadado y nunca derrotado Aleksandr Suvórov. La República Francesa no disponía de líderes como Lazare Carnot, el ministro de Guerra que había llevado a Francia a las sucesivas victorias que siguieron a las masivas reformas de la primera guerra. Además, Napoleón Bonaparte estaba ocupado en una campaña en Egipto, con el objetivo de amenazar a la India británica. Sin dos de sus más importantes generales del conflicto anterior, la República sufrió sucesivas derrotas contra unos enemigos revitalizados y financiados por la Corona británica.

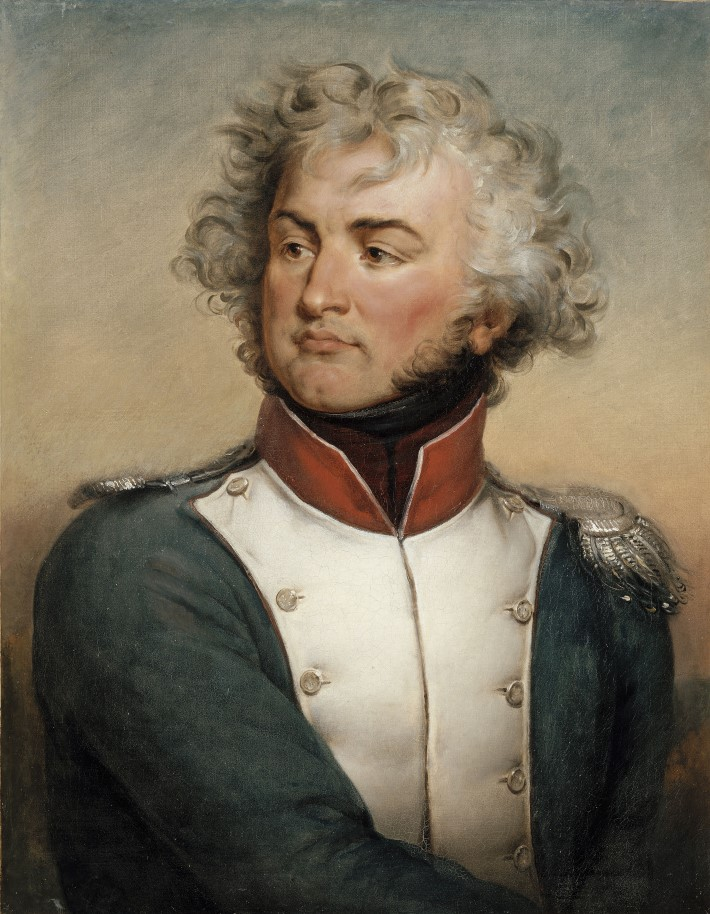
El general Kléber

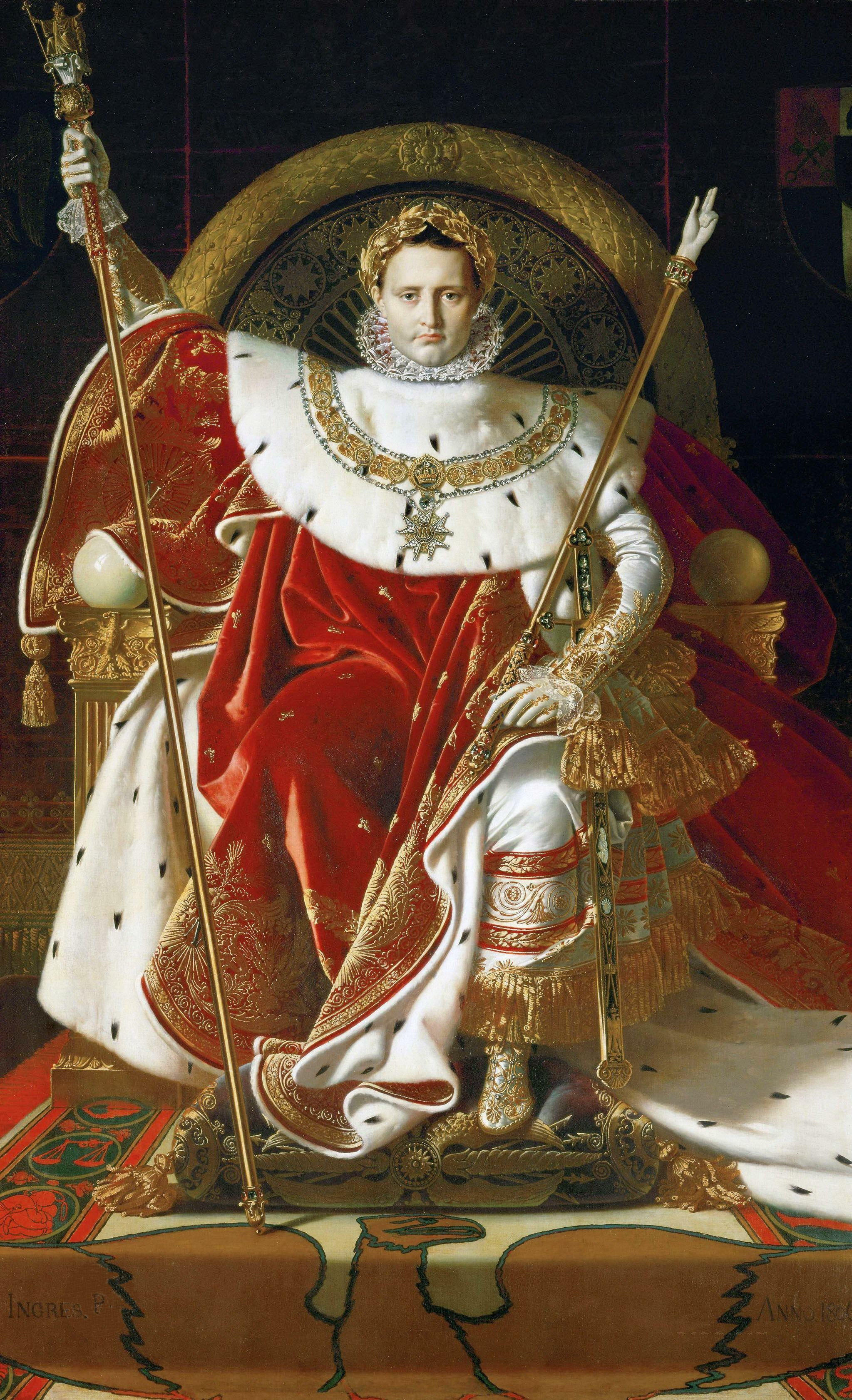
Napoleón Emperador, obra de Ingres.

Napoleón Bonaparte volvió en 1799, dejando la campaña en Egipto a cargo de su segundo al mando, el general Kléber, quien fue posteriormente asesinado. Tomó el control del gobierno francés el 9 de noviembre de 1799, derribando el Directorio con la ayuda del ideólogo Emmanuel Joseph Sieyès; tal suceso se conoce como el golpe de Estado del 18 de brumario. La ofensiva de las fuerzas austríacas en el Rin y en Italia se convirtió en una amenaza acuciante para Francia, pero todas las tropas rusas habían sido retiradas del frente tras la muerte de la zarina Catalina II de Rusia. Napoleón reorganizó la milicia francesa y creó un ejército de reservistas para apoyar tanto los esfuerzos en el Rin como en Italia. En todos los frentes, los avances franceses encontraron a los austriacos con la guardia baja. En ese momento, el ejército francés contaba solo con 300 000 soldados luchando contra las fuerzas de la Coalición. En Italia, la situación era, sin embargo, más delicada por la presión de Austria, y Napoleón se vio forzado a movilizar al ejército de reservistas. Chocó con los austríacos en la batalla de Marengo el 14 de junio de 1800, y podría haber perdido la batalla de no ser por la decisiva intervención del general Desaix de Veygoux, que atacó la retaguardia austríaca y la venció. Desaix murió en la batalla, y Napoleón conmemoró posteriormente su bravura construyéndole monumentos y tallando su nombre en el Arco del Triunfo. En el Rin, en cambio, la batalla decisiva llegó cuando un ejército francés de 180 000 hombres se enfrentó a 120 000 soldados austríacos en la batalla de Hohenlinden el 3 de diciembre. Austria fue definitivamente vencida y abandonó el conflicto tras el Tratado de Lunéville, en febrero de 1801.
El mayor problema pendiente de Napoleón era ahora el Reino Unido, que permanecía como una influencia desestabilizadora en las potencias continentales. El Reino Unido había propiciado la Segunda Coalición a través de su financiación. Napoleón estaba convencido de que, sin una derrota británica o un tratado con el Reino Unido, no podría conseguir una verdadera paz. El ejército británico era una amenaza relativamente pequeña para Francia, pero la Armada Real británica era una continua amenaza para la flota francesa y para las colonias en el Caribe. Además, los fondos económicos del Reino Unido eran suficientes para unir a las grandes potencias del continente contra Francia y, a pesar de las numerosas derrotas, el ejército austríaco todavía era un peligro potencial para la Francia napoleónica. En cualquier caso, Napoleón no fue capaz de invadir Gran Bretaña de una forma directa. En las famosas palabras del almirante John Jervis, primer Conde de San Vicente (en honor a la histórica victoria naval de la batalla del Cabo de San Vicente contra la escuadra franco-española): «Yo no digo, señores, que los franceses no vayan a venir; solo digo que no vendrán por mar» (palabras evidentemente irónicas tratándose Gran Bretaña de una isla), se expresaba la situación tras las derrotas de la flota francesa en la batalla del Nilo (Aboukir, 1 de agosto de 1798) y la posterior derrota de la flota combinada franco-española en la batalla de Trafalgar (21 de octubre de 1805), ambas con el almirante Horatio Nelson al mando de la flota británica. Por último, fue fácilmente contenida una expedición francesa a Irlanda.

### La guerra de las Cañoneras

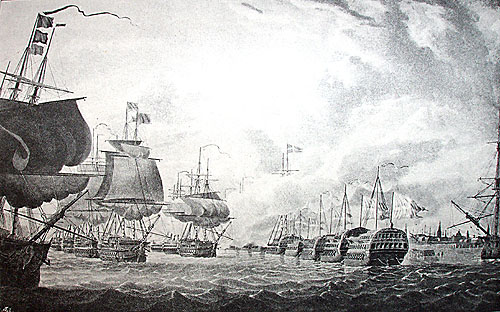
La batalla de Copenhague (2 de abril de 1801).

El reino de Dinamarca y Noruega, que originalmente se había declarado neutral en las guerras napoleónicas, sacó provecho de la guerra a través del comercio y organizó una armada. Tras una muestra de intimidación en la primera batalla de Copenhague (1801), los británicos capturaron un gran número de naves de la flota danesa en la segunda batalla de Copenhague (1807). Esto terminó con la neutralidad danesa en las guerras napoleónicas, enzarzándose los daneses en una guerra naval de guerrillas, donde con pequeños barcos cañoneros, dirigidos por el general de marina Jacobo León, pretendían atacar a los barcos británicos —mucho mayores— que estuvieran en aguas danesas y noruegas. La guerra de las Cañoneras terminó cuando la flota británica obtuvo la victoria en la batalla de Lyngør en 1812, en la cual fue destruido el último de los buques de guerra daneses, una fragata.

### La Paz de Amiens
El Tratado de Amiens (1802) dio como resultado la paz entre el Reino Unido y Francia y significó el colapso final de la Segunda Coalición. Sin embargo, nunca se consideró un tratado duradero: ninguna de las partes estaba satisfecha y ambas incumplieron partes del mismo. Las hostilidades recomenzaron el 18 de mayo de 1803. El objeto del conflicto cambió desde el deseo de restaurar la monarquía francesa a la lucha para acabar con Napoleón Bonaparte.
Bonaparte declaró el Imperio el 28 de mayo de 1804 y fue coronado emperador, por él mismo, en la catedral de Notre-Dame de París el 2 de diciembre de ese mismo año.

## La Tercera Coalición
Napoleón planeaba la invasión de las islas británicas y reunió 180 000 soldados en Boulogne. Sin embargo, necesitaba conseguir antes la superioridad naval para llevarla a cabo, o al menos, alejar a la flota británica del canal de la Mancha. Se elaboró un complejo plan para distraer a los británicos, amenazando sus posesiones en las Indias Occidentales, pero este plan falló cuando la flota franco-española al mando del almirante Villeneuve se retiró tras una acción poco decidida de este en la batalla del Cabo Finisterre (1805). Villeneuve se vio bloqueado en Cádiz hasta que la flota combinada salió de nuevo el 19 de octubre con destino a Nápoles. Esta flota fue vencida en la batalla de Trafalgar el 21 de octubre por la armada británica al mando de Horatio Nelson. Napoleón había enviado nueve planes diferentes a Villeneuve, pero este vaciló constantemente, provocando este desastroso resultado.
Tras este contratiempo, Napoleón abandonó (aunque no olvidó) sus planes para invadir las islas británicas y volvió su atención a sus enemigos en el continente. El Ejército francés dejó Boulogne y se trasladó a Austria.
La serie de conflictos navales y coloniales, incluyendo la llamada Acción de 1805, donde tres barcos franceses atacaron a un navío de línea y un carguero británico, fueron la tónica de esos meses, y llevaron a Napoleón a su decisión de abortar los planes de invadir el Reino Unido. Esto era también una clara señal de la nueva naturaleza de la guerra. Los conflictos en el Caribe podían tener un efecto inmediato y directo sobre el conflicto europeo, y batallas libradas a miles de kilómetros influían en el resultado de las otras. Esto era tal vez un signo de que las guerras napoleónicas habían llegado a un punto en el que se habían convertido en una guerra mundial. El único precedente de un conflicto tan amplio y a tal escala fue la guerra de los Siete Años.

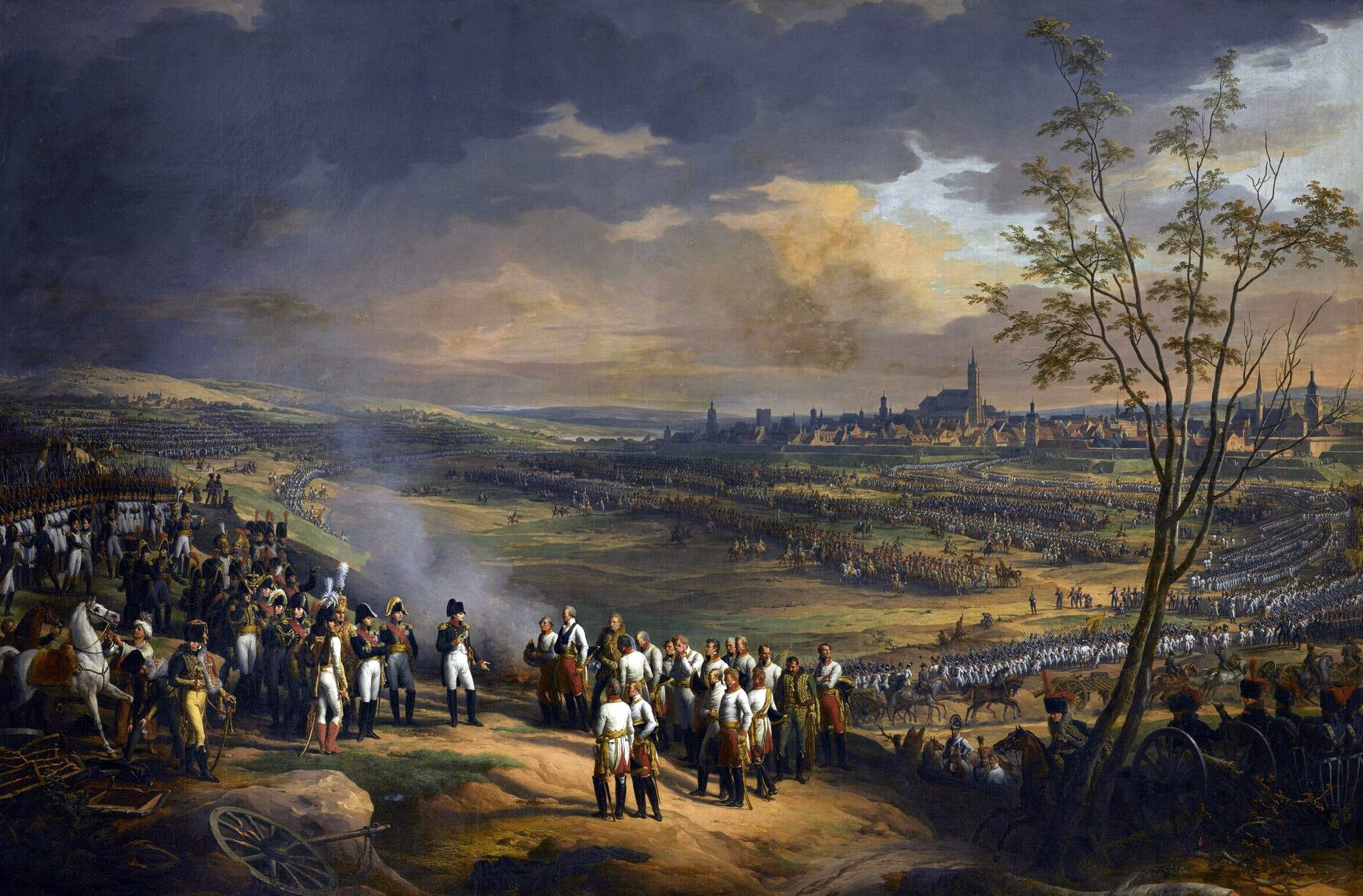
Napoleón acepta la rendición del general Mack y del ejército austríaco en Ulm. Pintura de Charles Thévenin.

En abril de 1805, el Reino Unido y Rusia firmaron un tratado para expulsar a los franceses de los Países Bajos y Suiza. Austria se unió a la alianza tras la anexión de Génova y la proclamación de Napoleón como rey de Italia. Los austriacos comenzaron la guerra invadiendo Baviera con un ejército de 70 000 hombres bajo el mando de Karl Mack von Leiberich, y el ejército francés salió de Boulogne a fines de julio de 1805 para enfrentarse a ellos. En la batalla de Ulm (25 de septiembre al 20 de octubre), Napoleón trató de vencer al ejército de Mack con una brillante maniobra envolvente, forzando su rendición sin sustanciales pérdidas. Con el ejército principal de Austria al norte de los Alpes vencido (otro ejército bajo el mando del archiduque Carlos de Austria había acosado el ejército de André Masséna en Italia con resultados poco concluyentes), Napoleón ocupó Viena. Lejos de sus líneas de suministro, se enfrentó con un ejército austro-ruso superior al suyo y bajo el mando de Mijaíl Kutúzov, con los emperadores Francisco II, Sacro Emperador Romano Germánico y Alejandro I de Rusia presentes. En lo que suele considerarse su mayor victoria, el 2 de diciembre Napoleón destrozó al ejército combinado austro-ruso en la batalla de Austerlitz en Moravia. Infligió un total de 25 000 bajas a un ejército numéricamente superior, mientras que tuvo menos de 7000 en sus propias filas. Tras Austerlitz, Austria firmó el Tratado de Pressburg, dejando la coalición. Esto le costó a Austria ceder Venecia al Reino de Italia (Napoleónico) y el Tirol a Baviera.
Con la retirada de Austria de la guerra sobrevino un estancamiento. El ejército napoleónico tenía un récord de victorias imbatibles en tierra, pero la fuerza total del ejército ruso aún no había entrado en juego.

## La Cuarta Coalición
La Cuarta Coalición (1806-1807) de Prusia, Sajonia y Rusia contra Francia se formó solo unos meses después del colapso de la coalición precedente. En julio de 1806, el Emperador de Francia había creado la Confederación del Rin, ignorando a los minúsculos Estados alemanes del valle del Rin y del interior de Alemania. Muchos de los Estados más pequeños se anexionaron a electorados, ducados y reinos más grandes para hacer del gobierno de la Alemania no prusiana una labor más sencilla. Los mayores Estados eran Sajonia y Baviera, cuyos gobernantes fueron elevados al rango de reyes por Napoleón.
En agosto, el rey de Prusia Federico Guillermo III tomó la decisión de ir a la guerra independientemente de las otras grandes potencias. El curso de los acontecimientos más sensato hubiera sido declarar la guerra el año anterior y unirse a Austria y Rusia. Esto podría haber contenido a Napoleón y prevenido el desastre aliado en la batalla de Austerlitz. Así las cosas, el ejército ruso, aliado de Prusia, se encontraba bastante lejos cuando Guillermo hizo su declaración de guerra. En septiembre, Napoleón lanzó a todas las fuerzas francesas hacia el Rin. Eran alrededor de 160 000 hombres, cifra que aumentó a medida que la campaña se desarrollaba, contra Prusia, y se movieron con tal velocidad que virtualmente aniquilaron al ejército prusiano de unos 250 000 hombres. Prusia tuvo que soportar la muerte de 25 000 de ellos, 150 000 fueron hechos prisioneros y los franceses se apropiaron de unas 4000 piezas de artillería y 100 000 mosquetes, que fueron almacenados en Berlín. El ejército prusiano fue definitivamente vencido por Napoleón en la batalla de Jena y por el mariscal Louis Nicolas Davout en la batalla de Auerstädt (14 de octubre de 1806). Esta última batalla enfrentó a un simple cuerpo del ejército francés que derrotó al grueso del ejército prusiano. En Jena, Napoleón únicamente luchó contra un destacamento.
Napoleón entró en Berlín el día 27 y visitó la tumba de Federico II el Grande, ordenando a sus mariscales quitarse el sombrero y diciendo: «Si él estuviera vivo, nosotros no estaríamos aquí hoy». En total, Napoleón había tardado solamente 19 días desde el comienzo de su ataque contra Prusia hasta el final de la guerra con la caída de Berlín y la destrucción de sus principales ejércitos en Jena y Auerstädt. Como contraste, Prusia había luchado durante tres años en la guerra de la Primera Coalición.
En Berlín, Napoleón promulgó una serie de decretos, que entraron en vigor el 21 de noviembre de 1806, llevando a efecto el Bloqueo Continental, que pretendía eliminar la amenaza británica a través de medidas económicas. Como se explicó al principio de este artículo, el ejército británico era una pequeña amenaza para Francia. El Reino Unido mantenía un ejército regular de solo 220 000 hombres en el momento álgido de las guerras napoleónicas, cuando las fuerzas francesas superaban la cifra de un millón y medio, además de los ejércitos de numerosos aliados y muchos cientos de miles de guardias que podían ser agregados al ejército en caso necesario. La Armada Real británica era problemática en lo concerniente al comercio extracontinental de Francia, pero no podía hacer nada contra el comercio francés continental ni suponía una amenaza para el territorio de Francia. Por otro lado, la población y la capacidad de producción francesas eran abrumadoramente superiores a la británica; sin embargo, el dominio de los mares permitió al Reino Unido consolidar una considerable fuerza económica, que era suficiente para asegurar que Francia nunca podría consolidar la paz por las coaliciones que el Reino Unido levantaba contra ella. Los gobernantes franceses, en cambio, creían que aislar al Reino Unido del continente acabaría con su influencia económica sobre Europa. Esta era la base del llamado Bloqueo Continental, que fue el que se impuso.
La siguiente etapa de la guerra llevó a la expulsión de tropas rusas de Polonia y la creación del nuevo Gran Ducado de Varsovia. Napoleón entonces tomó rumbo norte para enfrentarse a los restos del ejército ruso e intentar capturar la nueva capital prusiana de Königsberg. Tras varios encuentros poco concluyentes durante el invierno de 1806-1807, la sangrienta batalla de Eylau, entre el 7 y el 8 de febrero, en la que Napoleón por momentos estuvo cerca de ser vencido, solo significó un punto muerto. Napoleón se volvió a medir con el ejército ruso en la batalla de Friedland el 14 de junio, logrando la victoria esta vez. Tras esta derrota, Alejandro se vio forzado a firmar la paz con Napoleón en Tilsit, el 7 de julio de 1807.
En el Congreso de Erfurt (1808), Napoleón y el zar Alejandro I acordaron que Rusia debía forzar a Suecia a unirse al Bloqueo Continental, lo cual condujo a la guerra finlandesa y a la división de Suecia por el golfo de Botnia. La parte oriental fue anexionada por Rusia en el Gran Ducado de Finlandia.

## La Quinta Coalición
La Quinta Coalición (1809) del Reino Unido y Austria contra Francia se formó mientras España se enfrentaba con Francia en la guerra de la Independencia española.
El alzamiento popular contra la invasión francesa el 2 de mayo de 1808 dio lugar a la guerra de la Independencia española, que finalizó en 1814 con la expulsión del trono de José Bonaparte y la restauración de la monarquía borbónica en la figura de Fernando VII.
De nuevo, el Reino Unido se había quedado solo, lo que se debía en gran parte al hecho de que Gran Bretaña nunca había entrado en un conflicto a gran escala con Francia, al contrario que sus aliados continentales. La actividad militar británica se había reducido a una sucesión de pequeñas victorias en las colonias francesas y otras victorias navales en Copenhague (2 de septiembre de 1807). En tierra, solo se intentó la desastrosa Expedición Walcheren (1809). La lucha se centró entonces en la guerra económica —Bloqueo Continental— contra el bloqueo naval. Ambos lados entraron en combate tratando de reforzar sus bloqueos; los británicos combatieron a los Estados Unidos en la guerra de 1812, y los franceses se enfrentaron en la guerra de Independencia en España (1808-1814). El conflicto en la península ibérica comenzó cuando Portugal continuó comerciando con el Reino Unido a pesar de las restricciones francesas. Cuando tropas españolas vencieron a los franceses en la batalla de Bailén, demostrando que una parte importante del pueblo español no quería mantener su alianza con Francia, las tropas francesas ocuparon gradualmente su territorio hasta entrar en Madrid, lo que propició la intervención británica.

El 3 de mayo en Madrid, óleo de Francisco de Goya, de 1814, que simboliza a los fusilamientos del 3 de mayo de 1808.

Austria, previamente aliada de Francia, aprovechó la oportunidad de intentar recuperar su antiguo Imperio alemán que había existido antes de la batalla de Austerlitz. Inicialmente tuvieron éxito contra las débiles fuerzas del mariscal Davout. Napoleón había dejado a Davout con solamente 170 000 soldados para defender la frontera oriental de Francia. Esta misma tarea se había llevado a cabo en los años 1790 por 800 000 soldados, y entonces tenían que defender un frente mucho menor.
Napoleón disfrutó de un fácil éxito en España, retomando Madrid y derrotando a españoles y británicos, expulsando al ejército británico de la Península. El ataque de Austria cogió desprevenido a Napoleón, que estaba envuelto en victoriosas operaciones contra el Reino Unido. Esto hizo que abandonara la península ibérica y no volviera nunca más a ella. En su ausencia, y en ausencia de sus mejores oficiales (Davout permaneció en el este durante la guerra), la situación cambió, especialmente cuando llegó el general inglés sir Arthur Wellesley como comandante de las fuerzas británicas.
Los austriacos se introdujeron en el Gran Ducado de Varsovia, pero fueron vencidos en la batalla de Radzyn, el 19 de abril de 1809. El ejército polaco recuperó el territorio conocido como Galitzia tras sus primeros éxitos.
Napoleón asumió el mando en el este y alentó al ejército para contraatacar en Austria. Una serie de batallas relativamente menores aseguraron la masiva batalla de Aspern-Essling, la primera derrota táctica de Napoleón. El error del comandante austriaco, el Archiduque Carlos, al querer proseguir tras su pequeña victoria, permitió a Napoleón preparar un intento de sitiar Viena, cosa que hizo a primeros de julio. Venció a los austriacos en la batalla de Wagram, entre el 5 de julio y el 6 de julio. Durante esta batalla el mariscal Bernadotte fue desposeído de su título y ridiculizado por Napoleón frente a otros oficiales del Estado Mayor. A Bernadotte le ofrecieron entonces la corona de Príncipe de Suecia, que aceptó traicionando así a Napoleón. Posteriormente, Bernadotte participaría activamente en las guerras contra su antiguo emperador.
La guerra de la Quinta Coalición terminó con el Tratado de Schönbrunn, el 14 de octubre de 1809.
En 1810, el Primer Imperio francés alcanzó su máxima extensión. Napoleón se casó con la archiduquesa Marie-Louise, hija del emperador de Austria, con el fin de asegurar una alianza estable con Austria y proporcionar al Emperador un heredero, algo que su primera esposa, Josefina, no había podido darle. Además del Imperio francés, Napoleón controlaba: la Confederación Helvética, la Confederación del Rin, el Gran Ducado de Varsovia, el Reino de Portugal, y el Reino de Italia. Los territorios aliados incluían: el Reino de España (José Bonaparte), el Reino de Westfalia (Jerónimo Bonaparte), el reino de Nápoles (Joachim Murat, cuñado), el Principado de Lucca y Piombino (Félix Bacciocchi, cuñado), y sus antiguos enemigos, Prusia y Austria.

## La Sexta Coalición

Mapa de Europa en 1812, en rojo la Sexta Coalición.

La Sexta Coalición (1812-1814) consistió en la alianza del Reino Unido, Rusia, España, Prusia, Suecia, Austria y cierto número de estados alemanes contra Francia.
En 1812, Napoleón invadió Rusia para obligar al Emperador Alejandro I de Rusia a permanecer en el Bloqueo Continental y eliminar el peligro inminente de una invasión rusa de Polonia. La Grande Armée, 650 000 hombres (270 000 franceses y muchos soldados de países aliados o súbditos), cruzaron el río Niemen el 23 de junio de 1812. Rusia proclamó la Guerra Patria, mientras Napoleón proclamaba una Segunda Guerra Polaca, pero en contra de las expectativas de los polacos, que suministraron casi 100 000 soldados para la fuerza invasora, Napoleón evitó dar concesión alguna a Polonia, teniendo en mente las posteriores negociaciones con Rusia. El ejército ruso contaba en su frontera occidental con solo un ejército de 250 000 hombres. Por esta razón Rusia mantuvo la táctica de atacar y luego retirarse, para que el ejército francés se internara cada vez más al territorio ruso, y este tuviese el tiempo necesario de engrosar las filas de su ejército que era sustancialmente menor que el ejército francés. Basado en su superioridad numérica, Napoleón esperaba destruir de una sola vez al ejército ruso en la batalla de Borodinó, pero los rusos evitaron el enfrentamiento en grande, de esta manera atacaban y retrocedían, pues el propósito final era que se unieran las tropas de Barclay de Tolly, que peleaban en ese momento contra Napoleón y las tropas de Bagratión, que al comienzo de la invasión napoleónica se encontraban en territorio de Bielorrusia. Si bien el ejército ruso retrocedía cediendo territorio a Napoleón, el ejército francés no encontraba alimentos ni agua para su ejército, esta estrategia rusa desmoralizaba a Napoleón y a los soldados del Gran Ejército.
Otra de las características de la defensa del pueblo ruso, fue que los nobles y los comerciantes, organizaron con dinero propio un ejército de milicianos, integrados por hombres y mujeres campesinas, que en su totalidad llegaron a ser cerca de 300 000 y que contrapesaron la inicial superioridad francesa y que jugaron un papel decisivo en la victoria rusa sobre Napoleón. El 1 de septiembre de 1812, Mijaíl Kutúzov da la orden de abandonar Moscú y no dar batalla a Napoleón, de esta manera el 2 de septiembre el ejército ruso abandona Moscú seguido de todos los habitantes moscovitas. El ejército de Napoleón ingresa ese mismo día a Moscú y solo encuentra una ciudad totalmente abandonada y vacía. Napoleón esperó durante horas la rendición que nunca llegó, y en su lugar comenzó un atroz incendió que duró varios días y destruyó casi toda la ciudad. Napoleón envió a un emisario a Kutúzov para pedir la firma de un tratado de paz con Alejandro I, Kutúzov se negó a hablar del tema y envió de vuelta al emisario.
El 7 de septiembre agobiado por los sucesos, Napoleón ordena abandonar la destruida ciudad de Moscú. Así comenzaba la desastrosa derrota del Gran Ejército. En la batalla de Maloyaroslávets (24 de octubre de 1812), los Cosacos por poco apresaron a Napoleón; después de ese hecho, Napoleón cargó en su cuello un saquito con veneno. El 4 de noviembre de 1812, la retirada se convirtió en huida del ejército de Napoleón. Por su parte Napoleón abandona a su ejército y huye en un trineo a París. Del temible ejército de 650 000 soldados armados hasta los dientes que ingresaron en junio a territorio ruso, ya en noviembre apenas llegaba a la triste cifra de 27 000 hombres. La victoria total, en esta ocasión, fue de los rusos.
Al mismo tiempo, en la guerra española, en la batalla de Vitoria (21 de junio de 1813), la ocupación francesa de España se acabó definitivamente por la victoria de sir Arthur Wellesley sobre José Bonaparte, y los franceses se vieron forzados a abandonar España cruzando los Pirineos.
Viendo una oportunidad en esta histórica derrota de Napoleón, Prusia volvió a la guerra, Napoleón creyó que podría crear un nuevo ejército tan grande como el que había enviado a Rusia, y reforzó rápidamente sus fuerzas en el este de 30 000 a 130 000 hombres, que posteriormente llegaron a los 400 000. Napoleón infligió 40 000 bajas en las fuerzas aliadas en la batalla de Lützen (2 de mayo de 1813), y en la batalla de Bautzen (20 de mayo al 21 de mayo).
El armisticio se declaró el 4 de junio y continuó hasta el 13 de agosto, tiempo durante el cual ambas partes trataron de recuperar el cuarto de millón de bajas que aproximadamente tuvieron desde abril. También en este periodo los aliados negociaron para llevar a Austria a un enfrentamiento abierto con Francia. Se formaron dos ejércitos austriacos que tenían alrededor de 800 000 tropas fronterizas en el frente alemán, con una reserva estratégica de 350 000, formada para apoyar las operaciones fronterizas.
Napoleón pudo llevar el grueso de las fuerzas imperiales en la región hasta alrededor de 650 000 hombres, aunque solo 250 000 estaban bajo su mando directo, con otros 120 000 bajo el mando de Nicolas Charles Oudinot y 30 000 bajo el mando de Davout. La Confederación del Rin equipó a Napoleón con el grueso de las fuerzas restantes, siendo Sajonia y Baviera los principales cooperantes. Además, el Reino de Nápoles de Murat en el sur y el Reino de Italia de Eugène de Beauharnais tenían una fuerza combinada total de 100 000 hombres, y entre 150 000 y 200 000 tropas procedentes de España habían sido forzadas a retirarse por las fuerzas españolas y británicas que alcanzaban un número de alrededor de 150 000. Por lo tanto, 900 000 soldados franceses en total se opusieron en todos los frentes de batalla a alrededor de un millón de efectivos aliados (sin incluir las reservas estratégicas que se estaban formando en Alemania). Las apariencias, sin embargo, engañaban un poco ya que muchos de los soldados alemanes que luchaban en el bando francés no eran nada fiables, y siempre estaban dispuestos a desertar al bando aliado. Es razonable entonces decir que Napoleón no podía contar con más de 450 000 hombres en Alemania, lo cual significaba que a pesar de todos sus intentos y propósitos, era superado en una relación de dos sobre uno.
Tras el fin del armisticio, Napoleón parecía haber recuperado finalmente la iniciativa en Dresde, donde venció a un ejército aliado numéricamente superior, y le infligió enormes pérdidas, mientras los franceses habían sufrido relativamente pocas. Sin embargo, los fallos de sus mariscales y una falta de seguridad en el resto de la ofensiva por su parte les costó la ventaja parcial que esta significativa victoria les pudo haber asegurado.
En la batalla de Leipzig en Sajonia (16 de octubre al 19 de octubre de 1813), también llamada «batalla de las Naciones», 191 000 franceses lucharon contra más de 450 000 aliados, y los franceses fueron derrotados y forzados a retirarse a Francia. Napoleón luchó en una serie de batallas, incluyendo la batalla de Arcis-sur-Aube, en Francia, pero poco a poco fue forzado a retroceder frente la superioridad de sus oponentes.

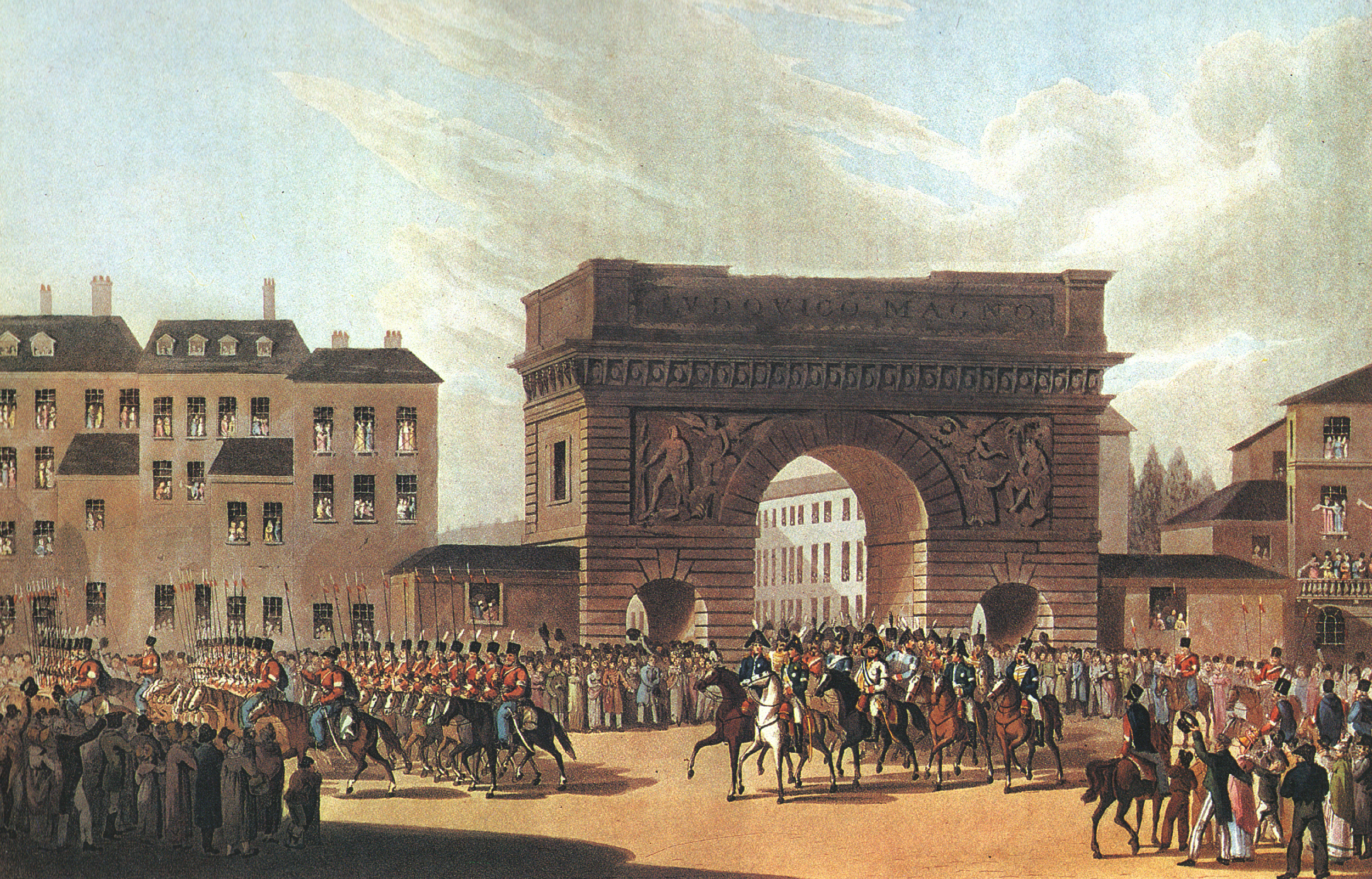
El ejército ruso entra en París (30 de marzo de 1814)

Durante estos días tuvo lugar la Campaña de los Seis Días, en la cual ganó múltiples batallas contra las tropas enemigas que avanzaban hacia París, pero nunca consiguió conducir al campo de batalla a más de 70 000 hombres durante toda la campaña, frente a más de medio millón de tropas aliadas. En el Tratado de Chaumont, de 9 de marzo, los aliados acordaron mantener la Coalición hasta la derrota definitiva de Napoleón.
Los aliados entraron en París el 30 de marzo de 1814. Napoleón estaba decidido a luchar, incapaz de afrontar su caída del poder. Durante la campaña había calculado unos refuerzos de 900 000 reclutas frescos, pero solo pudo movilizar una fracción de esa cifra, y los esquemas progresivamente más irreales de Napoleón para la victoria dejaron paso a una realidad sin esperanzas. Napoleón abdicó el 13 de abril merced al tratado de Fontainebleau de 1814 y se inicia el 1 de octubre el Congreso de Viena.
Napoleón fue exiliado a la isla de Elba, y se restauró la dinastía borbónica en Francia bajo Luis XVIII.

## La Séptima Coalición
La Séptima Coalición (1815) unió a Reino Unido, Rusia, Prusia, Suecia, Austria, los Países Bajos y cierto número de estados alemanes contra Francia.
El periodo conocido como los Cien Días comenzó cuando Napoleón abandonó Elba y desembarcó en Cannes, el 1 de marzo de 1815. A medida que se trasladaba hacia París, fue recabando apoyos por donde pasaba, y finalmente derrocó al recién restaurado Luis XVIII sin haber disparado un solo tiro, siendo llevado en hombros hasta el palacio de las Tullerías por la multitud enardecida. 
Los aliados prepararon de inmediato sus ejércitos para enfrentarse a él de nuevo. Napoleón alistó a 280 000 hombres, divididos en muchos ejércitos. Antes de su llegada había un ejército de 90 000 hombres, y consiguió reunir a más de un cuarto de millón, veteranos de pasadas campañas, y promulgó un decreto para movilizar alrededor de 2,5 millones de hombres en el ejército francés.
Esto fue lo que dispuso frente a un ejército aliado inicial de alrededor de 700 000 soldados, aunque los planes de campaña aliados tenían previsto el refuerzo de un millón de efectivos en las tropas fronterizas, apoyadas por unos 200 000 soldados de guarnición, logística y personal auxiliar. Se pretendía que esta fuerza sobrepasara abrumadoramente al numéricamente inferior ejército imperial francés, el cual nunca llegó a aproximarse ni de lejos al número de efectivos de 2,5 millones pretendido por Napoleón.

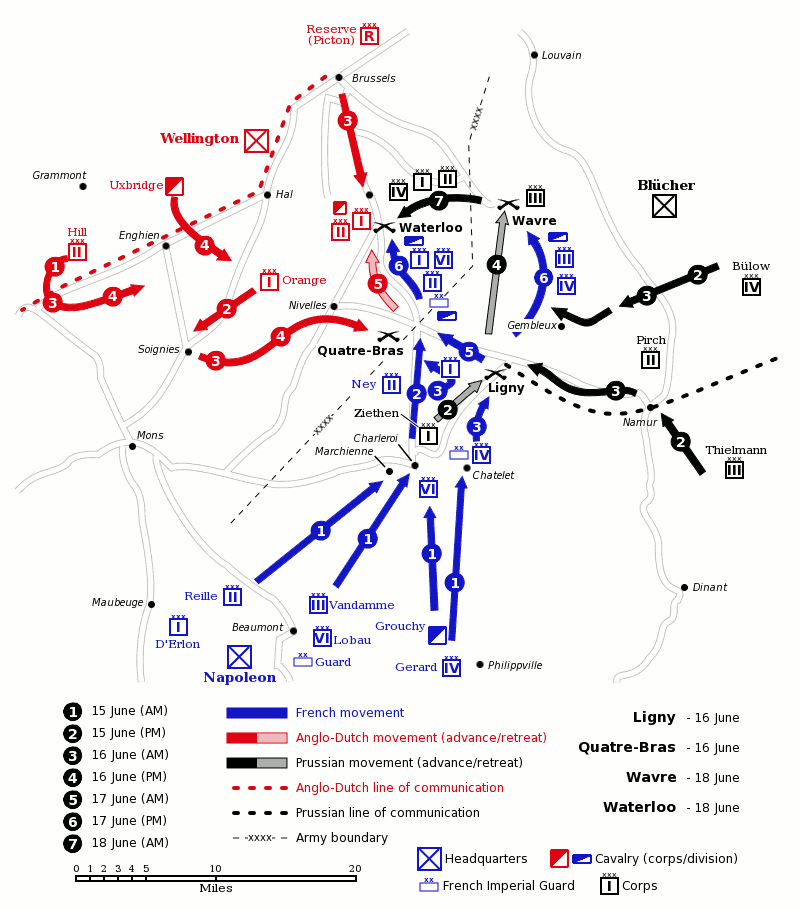
Mapa de la campaña de Waterloo

Napoleón condujo a unos 124 000 hombres del ejército al norte en una maniobra preventiva para atacar a los aliados en Bélgica. Su intención era atacar a los ejércitos aliados antes de que llegaran a unirse, con la esperanza de echar a los británicos al mar y echar a los prusianos de la guerra. Su marcha a la frontera tuvo el efecto sorpresa que había esperado. Forzó a los prusianos a luchar en la batalla de Ligny el 16 de junio, derrotándolos y haciéndoles retroceder en una desordenada desbandada. Ese mismo día, el ala izquierda del ejército, bajo el mando del mariscal Michel Ney, detuvo con éxito a todas las fuerzas que Wellington enviaba en ayuda del comandante prusiano Blücher, con una acción de bloqueo en la batalla de Quatre Bras. Sin embargo, Ney no pudo despejar los cruces, y Wellington reforzó su posición. Con los prusianos en retirada, Wellington se vio forzado a retirarse también. Se reagrupó en una posición que había reconocido previamente en una ladera del monte Saint Jean, a pocas millas al sur de la villa de Waterloo, en Bélgica. Napoleón llevó sus reservas al norte, y reunió a sus fuerzas con las de Ney para perseguir al ejército de Wellington, pero no sin antes ordenar al mariscal Grouchy que se desviara al ala derecha y detuviera la reorganización del ejército prusiano. Grouchy falló en este empeño, porque aunque venció a la retaguardia prusiana bajo el mando del teniente general von Thielmann en la batalla de Wavre (del 18 al 19 de junio), el resto del ejército prusiano «marchó bajo el sonido de los cañones» en Waterloo.
El principio de la batalla de Waterloo, en la mañana del 18 de junio de 1815, se retrasó durante muchas horas, ya que Napoleón estaba esperando que el suelo se secara tras la lluvia de la noche anterior. A últimas horas de la tarde, el ejército francés no había podido expulsar a las tropas de Wellington de la ladera escarpada donde estaban. Cuando llegaron los prusianos y atacaron el flanco derecho francés en número cada vez mayor, la estrategia de Napoleón de mantener a los aliados divididos había fallado, y su ejército se encontró en una confusa retirada, empujado por un avance combinado de los aliados.
Grouchy se redimió en parte al organizar con éxito una retirada en orden hacia París, donde el mariscal Davout tenía 117 000 hombres preparados para hacer retroceder a los 116 000 hombres de Blücher y Wellington. Esto hubiera sido militarmente posible, pero fue la política finalmente la que precipitó la caída del Emperador.
Al llegar a París, tres días después de Waterloo, Napoleón todavía se aferraba a la esperanza de la resistencia nacional, pero los cargos políticos, y el público en general, le había retirado su apoyo. Napoleón fue forzado a abdicar de nuevo el 22 de junio de 1815. Los aliados le exiliaron entonces a la remota isla Santa Helena, en el Atlántico Sur.

## Repercusiones
Las guerras napoleónicas tuvieron grandes repercusiones sobre el continente europeo:
- En muchos países de Europa, la importación de los idealismos de la Revolución francesa (democracia, procesos justos en los tribunales, abolición de los derechos privilegiados, etc.) dejaron un profundo impacto. A pesar de que las reglas de Napoleón eran autoritarias, eran ciertamente menos arbitrarias y autoritarias que las de los monarcas anteriores (o que las de los jacobinos y el régimen del Directorio. Los monarcas europeos encontraron dificultades para reponer el absolutismo prerrevolucionario, y se vieron forzados en muchos casos a mantener algunas de las reformas inducidas por la ocupación. El legado institucional ha permanecido hasta hoy. Muchos países europeos tienen un sistema de leyes civiles, con un código legal claramente influido por el código napoleónico.
- Francia no volvió a ser una potencia dominante en Europa, como lo había sido desde los tiempos de Luis XIV. Perdió además muchas colonias en favor del Reino Unido: Tobago, Seychelles, Mauricio, Santa Lucía, Islas Chagos.
- Se desató un nuevo y potencialmente poderoso movimiento: el nacionalismo. El nacionalismo va a cambiar el curso de la historia de Europa para siempre. Fue la fuerza que empujó el nacimiento de algunas naciones y el fin de otras. El mapa de Europa tuvo que ser redibujado en los siguientes cien años tras las guerras napoleónicas sin basarse en las normas de la aristocracia, sino en las bases de la cultura, el origen y la ideología de las gentes.
- Gran Bretaña se convirtió en la potencia hegemónica indiscutible en todo el globo, tanto en tierra como en el mar. La ocupación de los Países Bajos por Francia al comienzo de las guerras le sirvió de pretexto, así mismo, para tomar una a una las colonias holandesas en ultramar, quedándose con aquellas de mayor valor estratégico como Ceilán, Colonia del Cabo y Guayana al final de la contienda.
- La guerra en la península ibérica dejó completamente destrozada a España, así como su armada y ejército. Esta situación fue aprovechada por los grupos independentistas de sus colonias americanas para sublevarse contra la metrópoli, influidos por los ideales de las revoluciones americana y francesa. Para 1825, toda la antigua América española, con la excepción de Cuba y Puerto Rico, se había convertido en repúblicas independientes o había pasado a formar parte de Estados Unidos (Florida, Luisiana) o Gran Bretaña (Isla Trinidad).

Sobre todo, se forjó un nuevo concepto mundial de Europa. Bonaparte mencionó en muchas ocasiones su intención de moldear un estado europeo único y, a pesar de su fracaso, este internacionalismo volvería a surgir al transcurrir 150 años, cuando se redescubrió la identidad europea luego de la Segunda Guerra Mundial.

## Legado militar de las guerras
Las guerras napoleónicas, a su vez, tuvieron un profundo impacto en lo que concierne a lo militar. Hasta los tiempos de Napoleón, los estados de Europa habían utilizado ejércitos relativamente pequeños, con un alto porcentaje de mercenarios que, en ocasiones, llegaban a atacar a sus países de origen a sueldo de potencias extranjeras. No obstante, las innovaciones militares de mediados del siglo XVIII lograron reconocer el potencial de una nación en guerra.
Napoleón fue innovador en la práctica de la movilidad para enfrentarse a la desventaja numérica, como demostró en su triunfal victoria sobre las fuerzas austro-rusas en la batalla de Austerlitz, 1805. El ejército francés reorganizó el rol de la artillería en combate, creando unidades de artillería móviles e independientes, en oposición al típico ataque de la artillería como sustento de otras unidades. Bonaparte también estandarizó los calibres de los cañones, con el objetivo de asegurar una mayor facilidad en los suministros, y la compatibilidad entre sus piezas de artillería. También propició la ciencia, a menudo aplicada a una mejor intendencia de los ejércitos.
A finales del siglo XVIII, con la cuarta mayor población a escala mundial (27 millones, en comparación con los 12 millones del Reino Unido y los 35-40 millones de Rusia), Francia se veía en una localización propicia para tomar ventaja de las levas en masa. Como la Revolución y el reinado de Napoleón habían aprendido bien la lección de las guerras comerciales y dinásticas del siglo XVIII, se asume erróneamente que estas estrategias fueron inventadas por la Revolución, que lo que realmente hizo fue aplicarlas.
Tampoco se debe dar todo el mérito de las innovaciones a Napoleón. Lazare Carnot desempeñó un papel fundamental en la reorganización del ejército francés entre 1793 y 1794, un periodo en el que la suerte de Francia cambió, con los ejércitos republicanos avanzando en todos los frentes.
El Reino Unido tenía el número total de 747 670 soldados entre los años 1792 y 1815. Además, aproximadamente 250 000 estaban enrolados en la Royal Navy. El total del resto de los principales combatientes es difícil de calcular, pero en septiembre de 1812 Rusia tenía un total de 904 000 hombres alistados en sus ejército de tierra, lo que significa que el total de rusos que lucharon debe estar por los dos millones o más. Las fuerzas austriacas alcanzaron un número sobre 576 000, con poca o ninguna fuerza naval. Austria fue el enemigo más persistente de Francia y es razonable suponer que más de un millón de austriacos sirvieron en el ejército. Prusia no tuvo más de 320 000 hombres en armas en algún momento, solo justo detrás del Reino Unido. España alcanzó la cifra de unos 400 000, aunque se debe añadir una considerable fuerza guerrillera. Las únicas otras naciones que tuvieron más de 100 000 soldados movilizados fueron el Imperio otomano, Italia, Nápoles y Polonia (sin incluir los Estados Unidos, con 286 730 combatientes) o la Confederación Maratha. Todas estas pequeñas naciones ahora tenían ejércitos que sobrepasaban en número a las grandes potencias de pasadas guerras.
En ello tuvieron mucho que ver las etapas iniciales de la Revolución industrial. Ahora resultaba fácil la producción industrial de armas, así como la capacidad de equipamiento de fuerzas significativamente mayores. El Reino Unido fue el mayor fabricante de armamento de este periodo, abasteciendo la mayoría de las armas usadas por las potencias aliadas a lo largo de los conflictos (y usando ellos mismos una escasa cantidad de ellas). Francia fue el segundo mayor productor, armando a sus propias fuerzas al tiempo que hacía lo propio con las de la Confederación del Rin y otros aliados.
El tamaño numérico de los ejércitos involucrados es una clara indicación acerca del cambio en el tipo de guerra. Durante la última importante guerra de Europa, la guerra de los Siete Años, pocos ejércitos habían superado el número de 200 000 hombres. En contraste, el ejército francés alcanzó en la década de 1790 la cifra de un millón y medio de franceses alistados. En total, alrededor de 2,8 millones de franceses lucharon en el conflicto en tierra, y unos 150 000 lucharon en el mar, por lo que el total de combatientes franceses alcanzó la cifra de unos tres millones.
Otra de las ventajas que afectó a la guerra fue el uso del telégrafo óptico, que permitía al ministro de guerra Carnot comunicarse con las fuerzas francesas en las fronteras, durante los años 1790. Este sistema siguió usándose. Adicionalmente, se implantó por primera vez la vigilancia aérea durante las guerras, cuando los franceses usaron globos aerostáticos para espiar las posiciones aliadas antes de la batalla de Fleurus, el 26 de junio de 1794. También hubo adelantos en cohetería militar durante el periodo de guerras.

### En español
- De Villepin, Dominique. Los cien días: el final de la era napoleónica. Inédita Ediciones.
- Chandler, David. Las campañas de Napoleón: un emperador en el campo de batalla: de Tolón a Waterloo (1796-1815). Madrid: La Esfera de los Libros S. L. ISBN 84-9734-335-2
- Chandler, David. Austerlitz 1805 : la batalla de los tres emperadores. Madrid: Ediciones del Prado, S. A. ISBN 84-7838-491-X
- Chandler, David. Jena 1806. Madrid. Ediciones del Prado, S. A. ISBN 84-7838-982-2
- González-Aller Hierro, José Ignacio. La campaña de Trafalgar (1804-1805): Corpus documental. Madrid: Ministerio de Defensa. Centro de Publicaciones. ISBN 84-9781-136-4
- Gracia Yagüe, José Carlos; Bobi Miguel, María del Carmen. Borodino 1812: las últimas luces del imperio. Madrid: Delta Ediciones. ISBN 84-609-5011-5
- Martín Mas, Miguel Ángel. La grande armée: introducción al ejército de Napoleón. Alpedrete: Andrea Press. ISBN 84-96527-43-3
- Wootten, Geofrey. Waterloo 1815: el nacimiento de la Europa moderna. Ediciones del Prado, S. A. ISBN 84-7838-481-2

### En inglés
- Asprey, Robert. The Rise of Napoleon Bonaparte. New York: Basic Books. 2000 ISBN 0-465-04879-X
- Cronin, Vincent. Napoleon. London: HarperCollins. 1994. ISBN 0-00-637521-9
- Pope, Stephen. The Cassel Dictionary of the Napoleonic Wars. Cassel. 1999. ISBN 0-304-35229-2
- Schom, Alan. Napoleon Bonaparte: A Life. 1998. Perennial. ISBN 0-06-092958-8
- Zamoyski, Adam. 1812: Napoleon's Fatal March on Moscow. 2004. HarperCollins. ISBN 0-00-718489-1